# 甲酸锂
甲酸锂是锂的甲酸盐。它以化学计量组成LiCOOH·H2O的白色晶体形式以一水合物形式销售。

## 制备
甲酸锂可以由甲酸和氢氧化锂化合而成。
{\displaystyle {\ce {LiOH + HCOOH -> HCOOLi + H2O}}}
它也可以由碳酸锂和甲酸伴随二氧化碳化合而成。 
{\displaystyle {\ce {Li2CO3 + 2HCOOH -> 2HCOOLi + CO2 ^ + H2O}}}

## 性质
甲酸锂的晶体结构为正交晶系 ，空间群Pna21，晶格参数为a = 699 pm， b = 650 pm 和 c = 485 pm。
甲酸锂的一水合物会在 94 °C 时失水，形成无水合物。 把无水甲酸锂加热到 230 °C 时，会分解成碳酸锂、一氧化碳和氢气。
{\displaystyle {\ce {2HCOOLi ->[\Delta] Li2CO3 + CO ^ + H2 ^}}}

## 危险性
与所有水溶性的锂盐一样，大量的甲酸锂对中枢神经系统有毒性作用。反复摄入甲酸锂也会损害肾脏细胞。 